# Pica d’Estats
Pica d’Estats (fr. Pic d’Estats) – szczyt w Pirenejach na granicy hiszpańsko-francuskiej. Jest też najwyższym szczytem Katalonii.
Masyw znajduje się w katalońskim dystrykcie Pallars Sobirà i francuskim Ariège. Składa się z trzech szczytów:
- środkowy - 3143 m n.p.m.
- zachodni - Pic de Verdaguer, 3131 m n.p.m.
- wschodni - Punta Gabarró, 3115 m n.p.m.